# Gamergate
GamerGate (GG) foi uma campanha misógina de assédio online vagamente organizada por simpatizantes da direita política como reação contra o feminismo, a diversidade e o progressismo na cultura dos videogames. Foi conduzido primeiro através da hashtag "#Gamergate" em 2014 e 2015. Começando em agosto de 2014, o Gamergate teve como alvo mulheres na indústria de videogames, principalmente a crítica de mídia feminista Anita Sarkeesian e as desenvolvedoras de videogames Zoë Quinn e Brianna Wu, entre outras. A campanha de assédio incluiu doxing, ameaças de estupro e também de morte. Proponentes do Gamergate (que se auto-intitulam "Gamergaters") afirmavam que eles eram um movimento social, mas não tinham objetivos definidos, uma mensagem coerente ou uma liderança, fazendo do próprio Gamergate algo difícil de definir. Gamergaters alegaram promover a ética no jornalismo de videogames, afirmando estar protegendo a identidade de "jogador" de videogame e se opõem ao que eles afirmaram ser "politicamente correto" na indústria dos jogos.
O Gamergaters criaram teorias da conspiração como a acusação falsa de que Zoë Quinn teria um relacionamento antiético com o jornalista de videogame Nathan Grayson. Mais amplamente, eles alegaram conluio antiético entre a imprensa e feministas, progressistas e críticos sociais. Essas alegações foram amplamente descartadas como triviais, teorias da conspiração, infundadas ou não relacionadas a questões reais de ética em jogos e jornalismo. Os apoiadores do Gamergate frequentemente negam que assédio tenha ocorrido, alegando falsamente que isso foi fabricado pelas vítimas.
Gamergate foi descrito como parte da chamada "guerra cultural" contra a diversificação cultural, reconhecimento artístico, feminismo e crítica social em videogames e identidade social de gamers. Muitos apoiadores do Gamergate se opunham à crescente influência do feminismo e dos chamados "justiceiros sociais" na cultura dos videogames. O Gamergate levou figuras dentro e fora da indústria de jogos a se concentrar em métodos de lidar com o assédio online, maneiras de minimizar danos e prevenir eventos semelhantes. Gamergate tem sido visto como um contribuinte para o alt-right e outros movimentos de direita.
O movimento GamerGate recebeu grande destaque negativo na mídia, incluindo no Brasil, onde foi referido em portais de jogos como IGN Brasil como "um grupo que assedia, ofende e ameaça mulheres da indústria dos videogames quando elas fazem críticas em relação ao machismo existente na indústria".

## Eventos

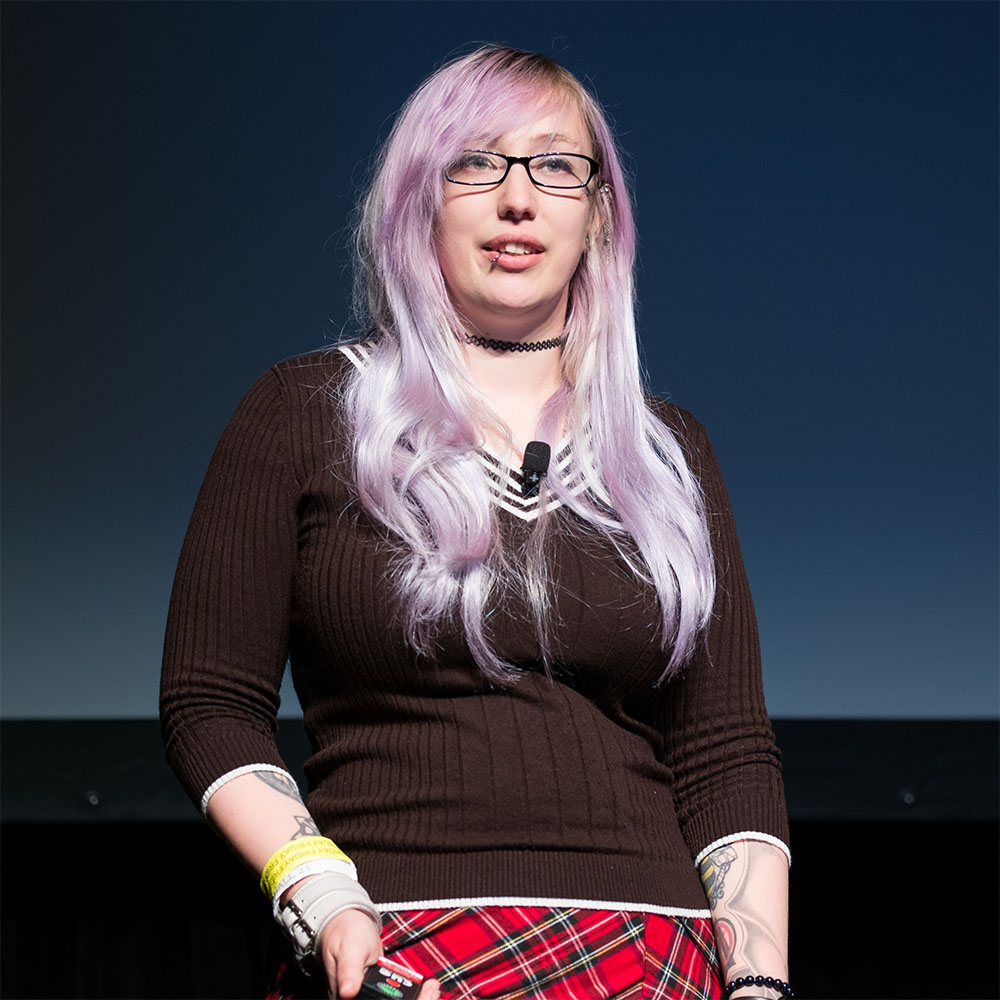
Zoë Quinn, em 2015, foi o alvo inicial da campanha de assédio.

### Depression Quest
O jogo eletrônico indie "Depression Quest" foi desenvolvido pela norte-americana Zoë Quinn em 2013 e aprovado para distribuição no Steam pelo Steam Greenlight em 7 de janeiro de 2014.
Em 16 de agosto de 2014, logo após o lançamento do jogo na Steam, o ex-namorado de Quinn, Eron Gjoni, escreveu em seu blog uma série de acusações - entre elas, a de que ela o teria traído com Nathan Grayson, colaborador do site Kotaku.

### The Fine Young Capitalists
Em fevereiro de 2014, a representante de Zoë Quinn, Maya Kramer, falou publicamente no Twitter contra a organização conhecida como The Fine Young Capitalists (TFYC). O grupo, que apóia mais mulheres desenvolvedoras, iniciou uma campanha na Indiegogo para arrecadar fundos. Após acusações de transfobia por Quinn e associados da  Silverstring Media, os organizadores tiveram informações pessoais vazadas publicamente, receberam ameaças, o site do projeto sofreu ataques DDOS, e a página de doações na IndieGogo foi invadida.
Após estes acontecimentos, a TFYC recebeu suporte de diversos grupos da internet, como Facepunch Studios e membros dos sites Reddit e 4Chan, acumulando mais de 60 mil dólares. A falta de cobertura da mídia sobre os acontecimentos também foi criticada. O escritor Jason Schreier, da Kotaku, justificou não ter escrito um artigo sobre a campanha por estar hesitante em publicar um artigo que envolve alguém que teve relações com um de seus repórteres.
Em 18 de agosto de 2014, após apoiar publicamente Quinn, Phil Fish, desenvolvedor do jogo Fez, teve suas informações pessoais vazadas, incluindo informações de sua empresa, a Polytron. Foi revelado que, entre os que investiram no desenvolvimento de Fez, estavam organizadores do evento "Indie Games Festival" (IGF) e membros do corpo de jurados dos anos de 2011 e 2012. O escândalo foi compartilhado em sites e redes sociais como 4chan e Reddit, onde membros da comunidade expressaram sua posição, e levando à criação por Adam Baldwin da hashtag "#gamergate" no Twitter em 27 de agosto de 2014. O termo faz referência ao Caso Watergate, que levou à derrubada do presidente americano Richard Nixon. Utilizando a hashtag, usuários do Twitter promoveram ataques pessoais e expuseram mulheres ligadas à indústria de jogos, incluindo dados pessoais e endereços de residência.

### A "Morte dos Gamers"
Em 28 de agosto de 2014, um dia após a criação da hashtag #gamergate no Twitter, foram publicados artigos opinativos em dez sites jornalísticos diferentes, nos quais foi declarada "a morte dos gamers". Os jornalistas publicaram artigos repudiando o cyberbullying e comportamentos sexistas por parte dos gamers, argumentando que a figura do jogador como conhecíamos não existe mais. Os artigos reafirmavam que a reação ao escândalo de Quinn era uma reação à extinção da figura do gamer, e que as acusações de corrupção apenas acobertavam o que era, em essência, um movimento misógino.
A similaridade dos artigos e o curto espaço de tempo em que eles foram publicados foram interpretados como uma prova da conspiração no jornalismo. Da mesma forma, doações feitas por escritores de sites de jogos a desenvolvedores foram vistas como conflitos de interesse.
Em alguns casos, o conteúdo relacionado à controvérsia foi bloqueado ou apagado; pelo menos um usuário do site Youtube teve seu vídeo removido por uma violação da DMCA.
O fórum Gaming Journalism Professionals inclui editores, repórteres e jornalistas de sites de notícias como Polygon, Ars Technica e Kotaku. Em 17 de setembro, o site Breitbart publicou uma série e-mails privada, na qual o grupo discute "a formação de atitudes em relação a notícias no segmento" e "sobre o que fazer cobertura e o que ignorar"., porém os emails vazados foram trocados após Quinn receber os ataques .

### #NotYourShield
Uma segunda hashtag foi criada, "#NotYourShield" (não sou seu escudo) como resposta às acusações de misoginia e racismo feita pelos opositores do movimento. A hashtag foi compartilhada por usuários do sexo feminino e de grupos de minoridade nas redes sociais para mostrar apoio ao movimento.
Similarmente, os opositores do GamerGate foram acusados de utilizarem acusações de misoginia como forma de silenciar as preocupações legítimas dos usuários com a integridade moral da indústria jornalística, e de rotular uma maioria baseado na minoria.

### Ameaças

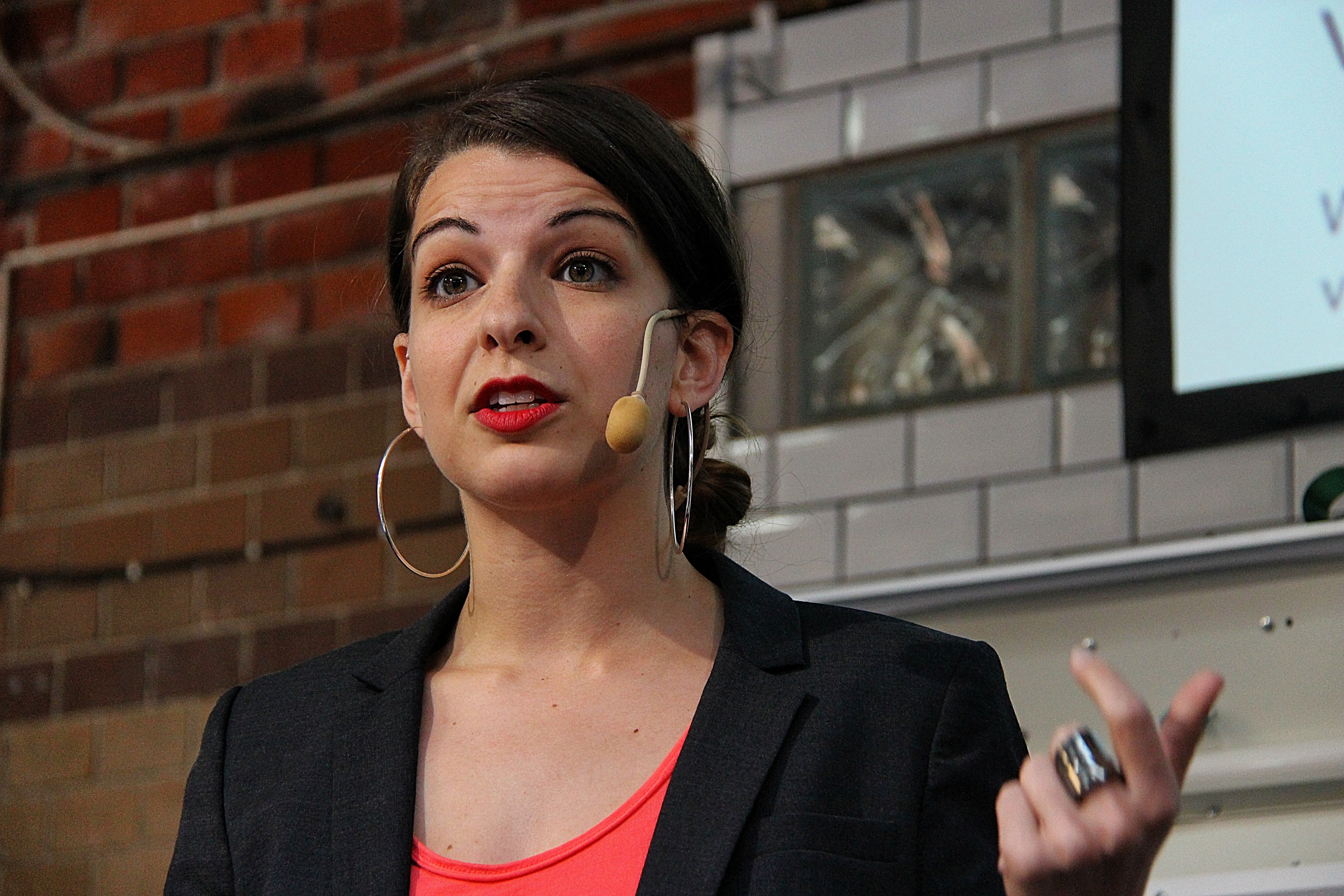
A feminista e crítica de mídia Anita Sarkeesian recebeu ameaças de estupro e morte depois de lançar um vídeo em sua série Tropes vs. Women in Video Games.

A atenção da mídia foi focada em grande parte na natureza altamente pessoal das acusações feitas a Zoë Quinn e as seguintes acusações a outros jornalistas. Esta atitude foi acusada pelos jornalistas e pessoas opostos ao GamerGate como sexista, afirmando que o motivo era para assustar as mulheres da indústria. Esta abordagem criticada por Noah Dulis, que acusou a mídia de colocar Quinn como foco do GamerGate como tentativa de desviar a atenção de si mesma.
Tanto Quinn quanto a jornalista Anita Sarkeesian divulgaram ter recebido ameaças de morte, alegando que isto mostra uma violência especial contra as mulheres no meio. A atitude de ameaçá-las foi colocada pelos jornalistas e pessoas opostas ao GamerGate como sexista, afirmando que o motivo era para assustar as mulheres da indústria. Enquanto os ataques pessoais podem revelar que as críticas aos jornalistas tem o pretexto de tornar o abuso contra mulheres na indústria permissível, Quinn e Sarkeesian também foram acusadas de usarem as ameaças a seu favor, para se colocarem como vítimas.
Milo Yiannopoulos, do site Breitbart, também revelou ter recebido ameaças após publicar um artigo sobre nepotismo e corrupção no jornalismo de videogames. Além disso, em entrevista, desenvolvedor Daniel Vavra questionou se a indústria é realmente hostil às mulheres, notando que a maior parte das reclamações vêm de "jornalistas e bloggers que nunca trabalharam numa companhia de jogos".
No dia 15 de outubro, a desevolvedora Brianna Wu divulgou que estava recebendo ameaças de morte, supostamente de GamerGates.
No dia 15 de novembro, Anita Sarkeesian cancelou uma palestra na Universidade de Utah após receber uma ameaça de atentado por e-mail, mesmo após o FBI considerar que não existia qualquer risco proveniente dessa ameaça. Apesar de não mencionar jogos eletrônicos ou a hashtag #gamergate, foi atribuída a seguidores do movimento.
As ameaças de morte atingiram ambos os lados da controvérsia.

### E-mails
A partir de setembro, passaram a ser enviados e-mails para anunciantes de sites que publicavam conteúdo contra o movimento, pedindo-as para cancelar os anúncios. No dia 1º de outubro, a empresa Intel removeu seus anúncios do site Gamasutra, que publicava contra o GamerGate.
No dia 16 de outubro, o editor do blog da Gawker Media Sam Biddle postou um tweet no qual fala "nerds deveriam ser constantemente envergonhados e degradados". Em resposta ao que foi percebido como bullying, companhias que anunciavam na Gawker foram contactadas por ativistas, levando-os a retirarem anúncios do site. Em 11 de dezembro, Gawker anunciou que a controvérsia havia custado pelo menos um milhão de dólares à empresa.

### Discurso na ONU
Em setembro de 2015, Anita Sarkeesian e Zoë Quinn discursaram na ONU sobre o que seria uma "crescente onda de violência contra mulheres e meninas" . O resultado disso foi um relatório chamando a atenção para violência contra a mulher em ambientes virtuais. 

### Análise
Fontes jornalísticas expressaram a dificuldade em se definir os objetivos do GamerGate, argumentando que muitas vezes as preocupações do movimento são abafadas por comentários ofensivos.
O surgimento e desenvolvimento da controvérsia foi atribuída à sensação de desconexão entre a indústria de jogos e os gamers, e à necessidade de haver mais transparência e integridade na área jornalística, assim como a necessidade de mudança na indústria.
Segundo a Purebreak, "a tag #gamergate se fortaleceu para dizer que se gamers são horríveis assim, somos algo novo e totalmente diferente disso".
No decorrer dos anos, o GamerGate passou a ser reconhecido como um movimento que colaborou com a ascensão da extrema-direita e o crescimento de ataques e assédio contra mulheres e minorias em ambientes virtuais.